# Коредо
Коредо (итал. Coredo) — коммуна в Италии, располагается в провинции Тренто области Трентино-Альто-Адидже.
Население составляет 1481 человек, плотность населения составляет 46 чел./км². Занимает площадь 32 км². Почтовый индекс — 38010. Телефонный код — 0463.
В городе 3 мая особо празднуется Обретение Креста Господня.